# 3. Festival slovenske domoljubne pesmi Mati Domovina
3. Festival slovenske domoljubne pesmi Mati Domovina, idejnega očeta in direktorja festivala Antona Krkoviča, se bo zgodil 18. decembra 2014 v Gallusovi dvorani Cankarjevega doma.